# دانه‌خوار گوش‌سیاه
دانه‌خوار گوش‌سیاه (نام علمی: Serinus mennelli) نام یک گونه از سرده سهره دمگاه‌زرد است.